# Реклингхаузен
Реклингхаузен (на немски: Recklinghausen) е град във федерална провинция Северен Рейн-Вестфалия, Германия. Намира се в градската агломерация Рур.
Площта на Реклингхаузен е 66,43 км², населението към 31 декември 2010 г. – 118 365 жители, а гъстотата на населението – 1782 д/км².
Разположен е на 85 метра надморска височина. Телефонният му код е 02361, а пощенските кодове 45601 – 45665.

## Побратимени градове
- Акра, Израел
- Престън, Англия